# Казими (астролошки аспекат)
Казими је назив за астролошки аспекат при коме је нека планета у егзактној конјункцији са Сунцем, што значи унутар орбиса од 17', иако неки извори наводе и орбис од 30'. Етимологија речи потиче од арапског израза за срце Сунца или у срцу Сунца.
Мишљења о дејству овог аспекта су подељена. Док традиционални астролози сматрају да је овај аспекат бенефичан и да ојачава дејство планете, неки модерни астролози га сматрају највећим степеном спаљености планете.